# Élie Doté
Élie Doté (Bangui, 9 de julio de 1948) es un político centroafricano, que se desempeñó como primer ministro entre 2005 y 2008.

## Biografía
Tiene un doctorado en economía rural de la Universidad de Montpellier en Francia. Trabajó en el ministerio de agricultura y ganadería de República Centroafricana desde 1974 a 1980, antes de convertirse en experto en el Banco Africano de Desarrollo (BAFD) en Costa de Marfil. En el BAFD, ocupó varios cargos dentro del campo agroeconómico. Su último cargo en el BAFD fue el de jefe de agricultura y desarrollo rural de 2001 a 2005. Recibió la Orden Nacional de Burkina Faso el 8 de abril de 2005.
El 13 de junio de 2005 fue nombrado primer ministro por el presidente François Bozizé tras las elecciones presidencial y parlamentaria celebradas en marzo y mayo de 2005. En ese momento, Doté se encontraba trabajando en Túnez para el BAFD. Doté fue elegido por sus "cualidades tecnocráticas" y fue responsable de implementar el programa de desarrollo desarrollado por Bozizé. En una reorganización del gabinete a principios de septiembre de 2006, fue nombrado ministro de Finanzas manteniendo el cargo de primer ministro.
El 17 de enero de 2008, después de que comenzó una huelga de funcionarios civiles, exigiendo que el gobierno pagara los atrasos salariales, la mayoría de los diputados en la Asamblea Nacional presentaron una moción de censura contra el primer ministro. El 18 de enero de 2008, se anunció que Doté y su gobierno habían renunciado y Bozizé había aceptado la renuncia. Fue reemplazado por Faustin-Archange Touadéra, que fue nombrado por Bozizé el 22 de enero de 2008.